# 巴伦西亚主教座堂

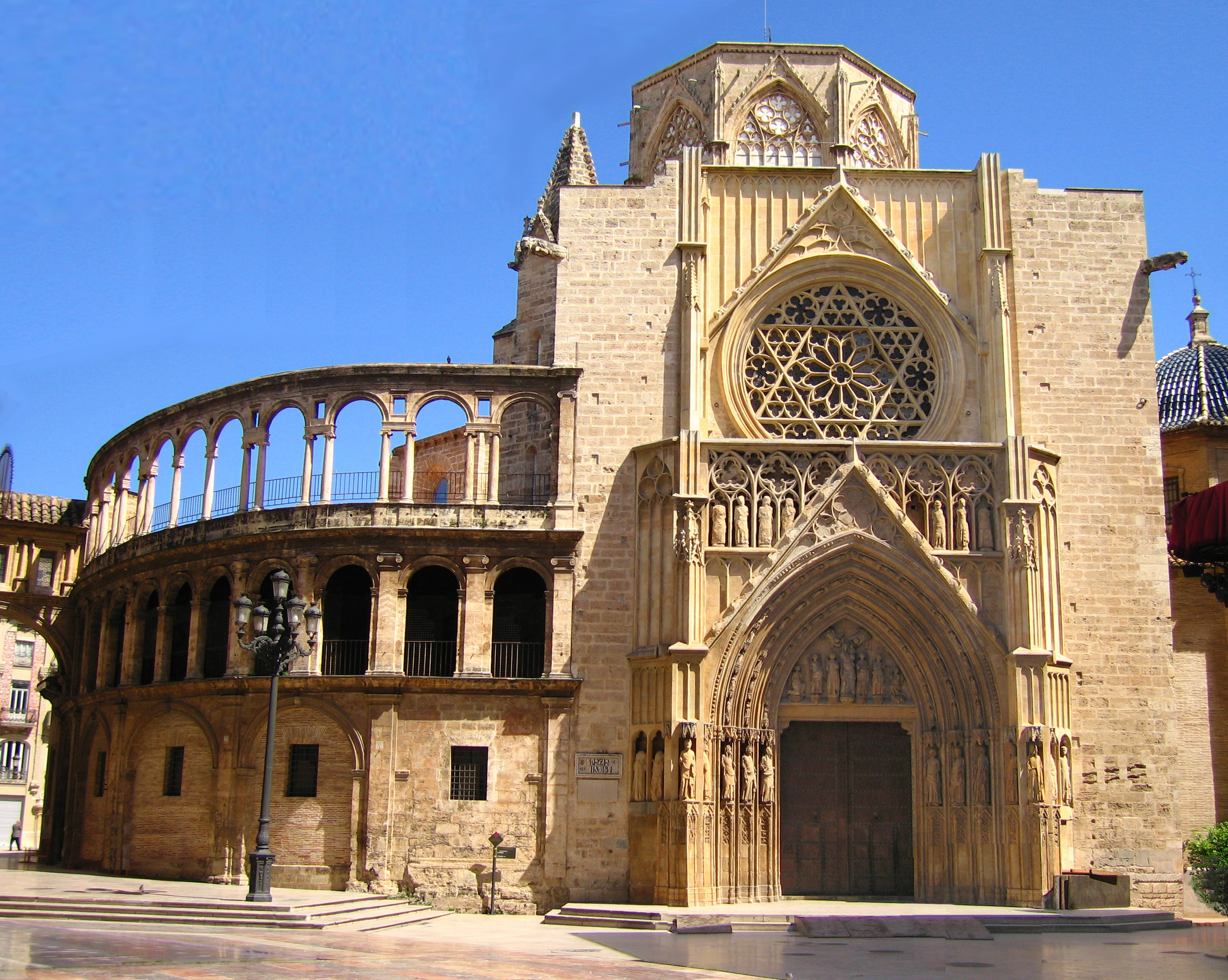
临圣母广场的西立面和宗徒门，耳堂塔和Obra Nova.

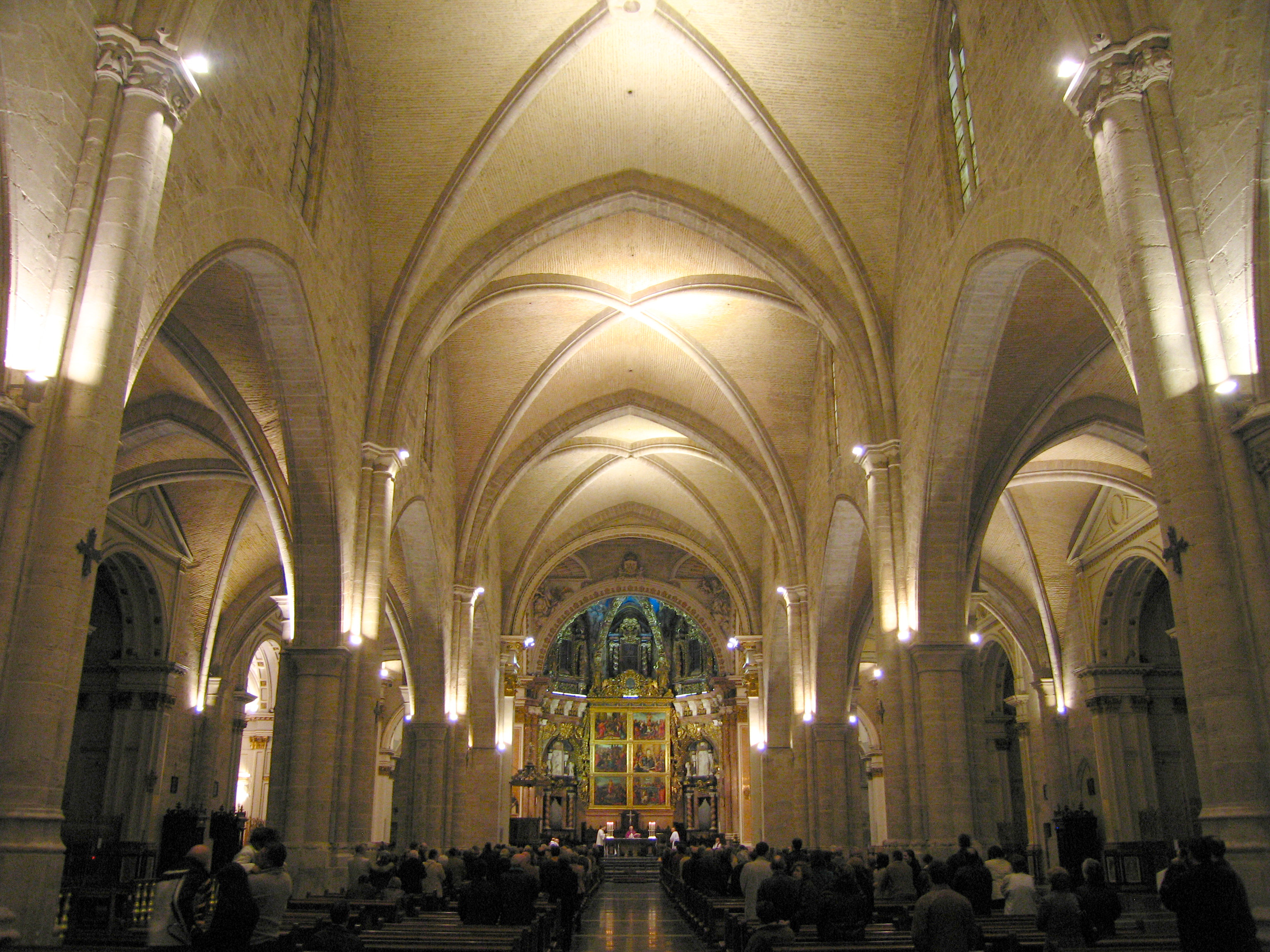
内部

巴伦西亚圣母升天圣殿都主教座堂（西班牙語：Iglesia Catedral-Basílica Metropolitana de la Asunción de Nuestra Señora de Valencia）是天主教巴伦西亚总教区的主教座堂，位于西班牙城市巴伦西亚。此处曾是西哥特人主教座堂的原址，摩尔人统治时期改为清真寺。在收复失地运动后，1238年，第一任巴伦西亚主教将清真寺祝圣为天主堂，根据海梅一世的命令，供奉圣母。当时墙上还有古兰经铭文。1262年，主教将其拆除，兴建新的教堂。该主教座堂主要採用了其相鄰地加泰罗尼亚哥特式风格，但同時也包含了罗曼式、法国哥特式、文艺复兴、巴洛克和新古典主义元素。
堂内有许多15世纪绘画，有些是当地艺术家的作品，还有一些是罗马艺术家的作品，由出生于巴伦西亚的教宗亚历山大六世（当时还是枢机）赠送，他请求将巴伦西亚主教的级别提升为都主教。
该主教座堂还保存著一个被认为是圣杯的容器，可能生產自公元前4世紀到公元1世纪之間的巴勒斯坦或埃及，之後在1436年由阿拉贡国王阿方索五世赠送给巴伦西亚主教座堂，曾被許多天主教教宗用於彌撒。 

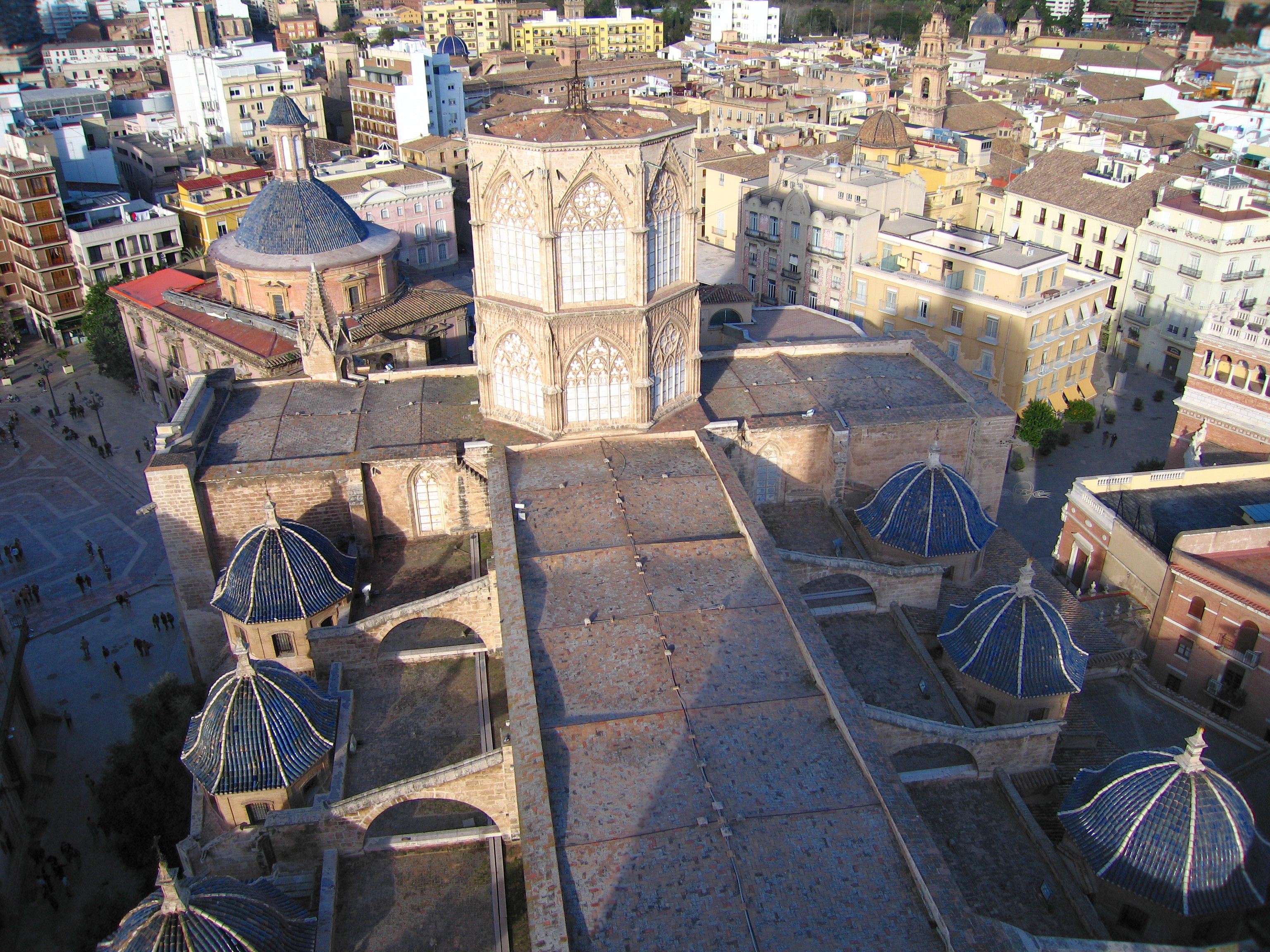